# Парк железнодорожной станции Запорожье-II
Сквер возле железнодорожной станции Запорожье-II — парк в Александровском районе Запорожья. Площадь — 3,5 га, расположен между улицами Константина Великого и Железнодорожной. Парка-памятник местного значения (1984).
В сквере расположен памятный знак узникам и жертвам нацизма.

## Галерея

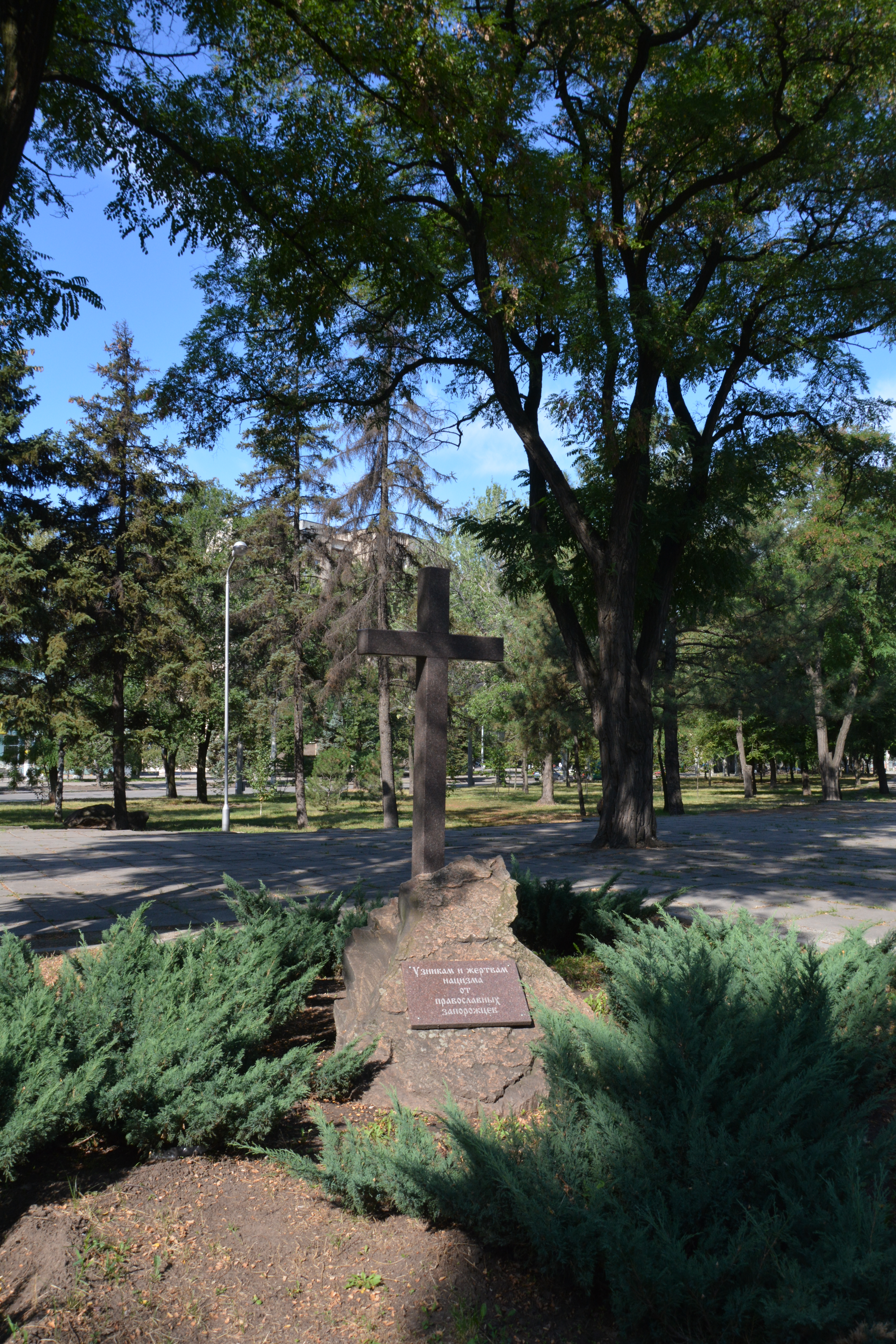
Памятник узникам и жертвам нацизма
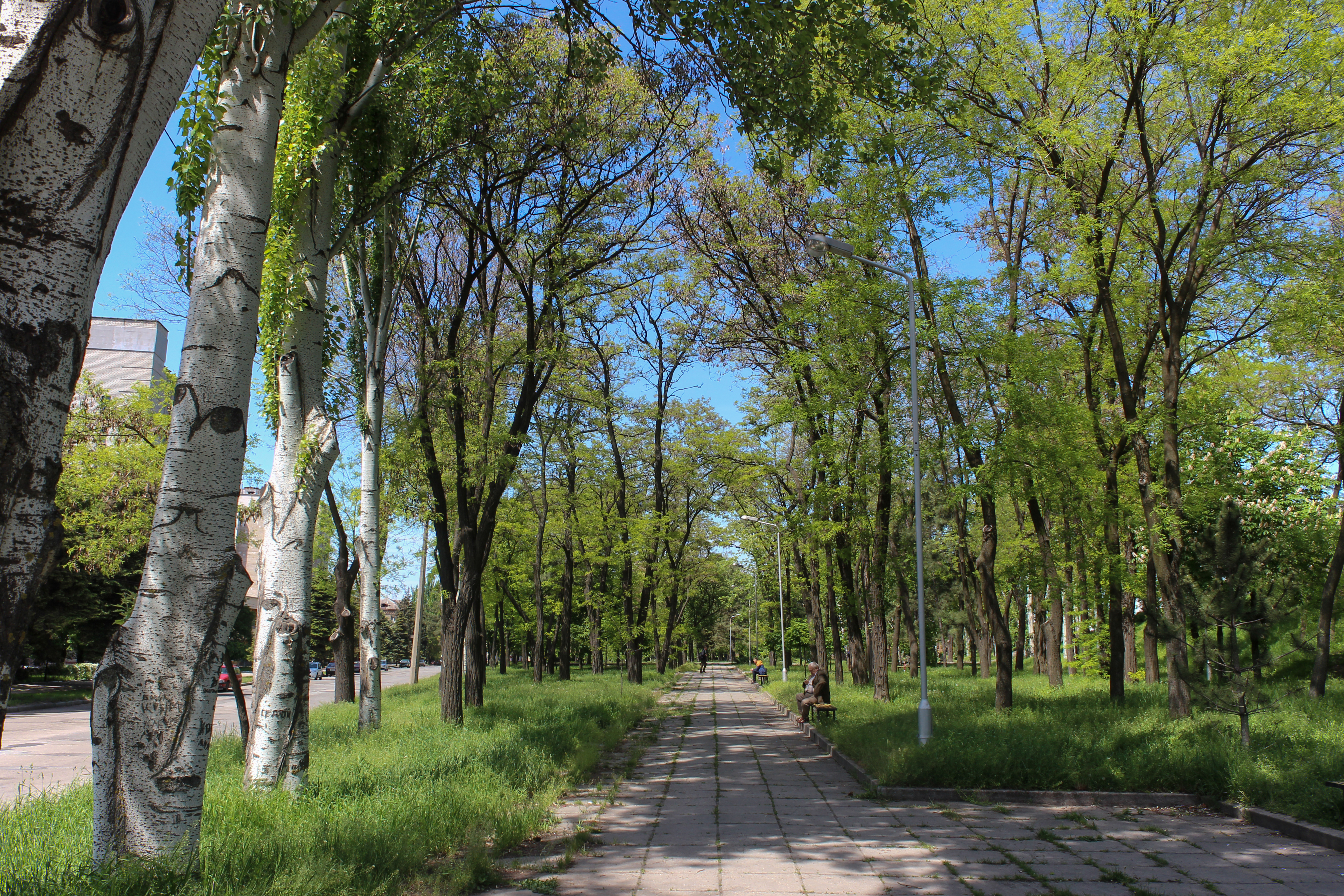
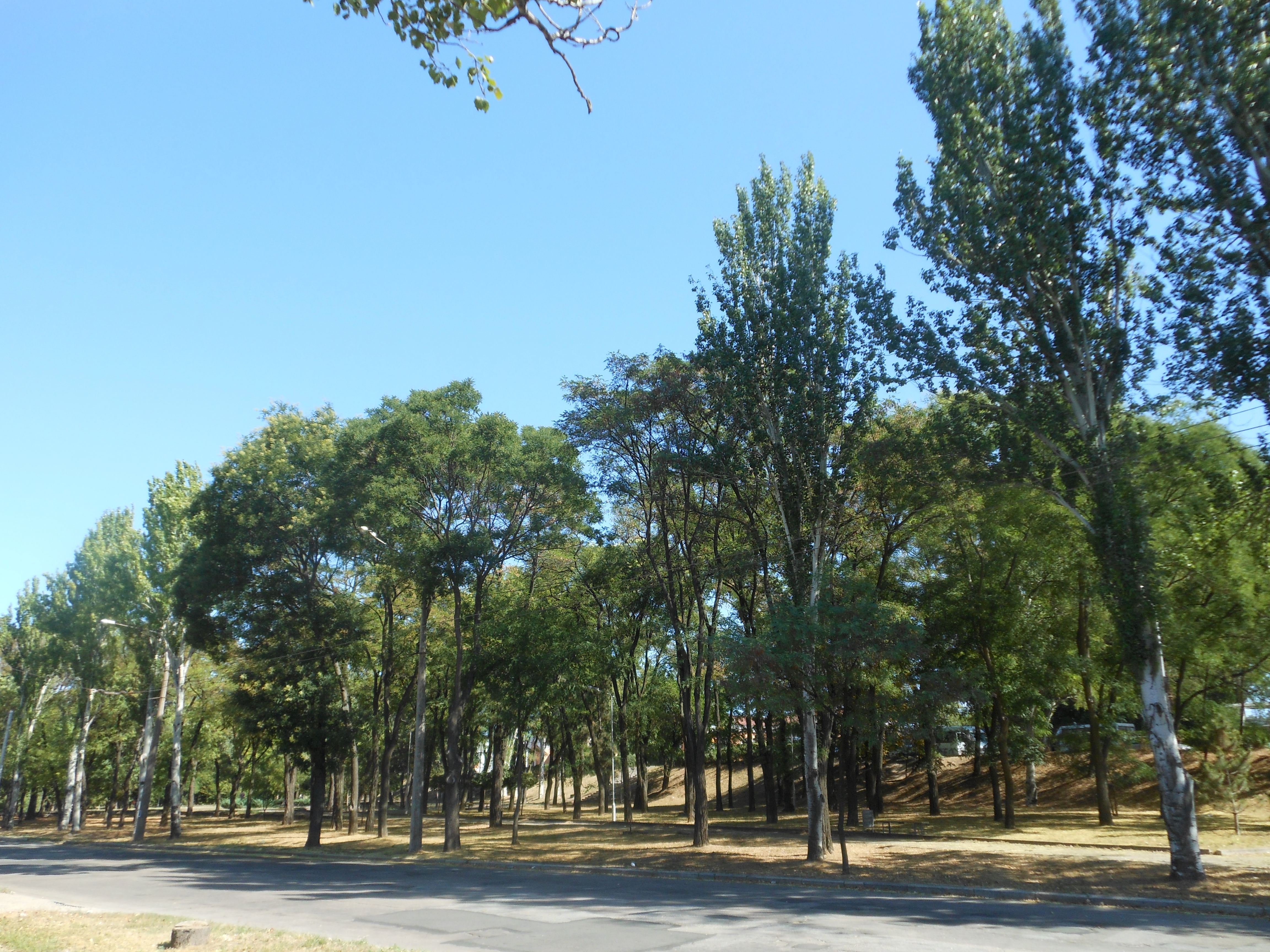
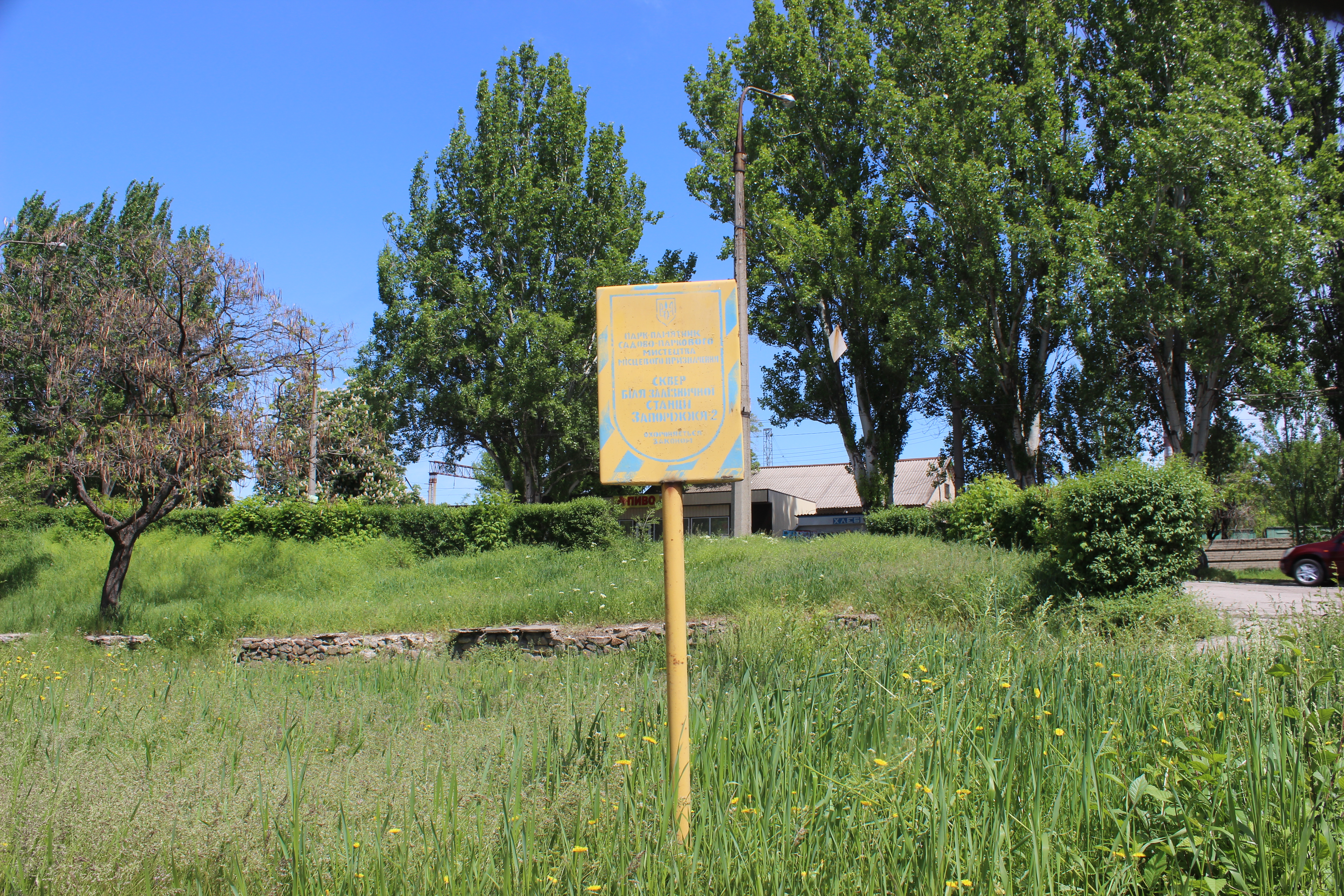
Информационная табличка